# 茂泉昭男
茂泉 昭男（しげいずみ てるお、1927年2月10日 - 2022年7月11日）は、日本の宗教学者。東北学院大学名誉教授。

## 略歴
新潟県出身。東北帝国大学文学部倫理学科卒業。1953年、東北学院大学助手、1955年、同大学講師、1958年、同大学助教授。62年論文「アウグスティヌスにおけるSYMBOLISM」で日本倫理学会・和辻哲郎賞受賞。1965年、東北学院大学教授となり、文学部基督教学科主任、大学図書館長を歴任。1986年「初期キリスト教神学における倫理と形成-アウグスティヌス研究」で東北大学文学博士。1994年定年退職、名誉教授。その後、嘱託教授を務めた。

## 著書
- 『アウグスティヌス倫理思想の研究』日本基督教団出版局 1971
- 『アウグスティヌス研究 徳・人間・教育』教文館 1987
- 『輝ける悪徳 アウグスティヌスの深層心理』教文館 1998
- 『古代末期に生きた最初の現代人 アウグスティヌスに聴く』日本キリスト教団出版局 2011

### 共編著
- 『教会史』倉松功・小笠原政敏共著 日本基督教団出版局・アルパ新書 1974
- 『西洋倫理思想史』小林一郎共編 朝日出版社 1993

### 翻訳
- R.M.グラント『聖書解釈の歴史』倉松功共訳 新教出版社 1966
- F.V.フィルソン『聖書正典の研究 その歴史的・現代的理解』日本基督教団出版局 1969
- E.プシュヴァーラ編『アウグスティヌス語録』上中下  日本基督教団出版局 1969・73・76
- B.A.ゲリッシュ『恩寵と理性 ルター神学の研究』倉松功共訳 聖文舎 1974
- 『アウグスティヌス著作集 第2巻 初期哲学論集 2』教文館 1979
- 『アウグスティヌス著作集 第12巻 神の国 2』野町啓共訳 教文館 1982
- 『アウグスティヌス著作集 第25巻 ヨハネによる福音書講解説教 3』岡野昌雄共訳 教文館 1993
- 『アウグスティヌス著作集 第21-22巻 共観福音書説教』教文館 1996-2001
- G.アウトカ『アガペー 愛についての倫理学的研究』佐々木勝彦・佐藤司郎共訳 教文館 1999
- 『アウグスティヌス著作集 26 パウロの手紙・ヨハネの手紙説教』岡野昌雄・田内千里・上村直樹共訳 教文館 2009